# لويغي فيراندو
لويغي فيراندو (بالبرتغالية: Luís Ferrando‏) (بالإيطالية: Luigi Ferrando)‏ هو كاهن كاثوليكي إيطالي وبرازيلي، ولد في 22 يناير 1941 في أجاتسانو في إيطاليا.